# 上甲啓二
上甲 啓二（じょうこう けいじ、1950年 <昭和25年> 2月3日 - ）は、日本の地方公務員。愛媛県副知事、愛媛県信用保証協会会長を経て、伊予銀行取締役。

## 人物・経歴
1968年4月 愛媛県庁入庁、1972年3月 松山商科大学短期大学部卒業、2006年 (平成18年) 4月 愛媛県経済労働部長、2008年4月 同農林水産部長、2010年4月 同参与、2010年12月 同知事補佐官、2012年4月 愛媛県副知事。特別職として加戸守行、中村時広両知事を支えた。2014年7月、元総務部長の上甲俊史を後任として任期途中で退任。同年８月 同特別参与、2015年6月 愛媛県初となる顧問および愛媛県信用保証協会会長、2019年3月 同協会会長退任、同年 (令和元年) 6月 伊予銀行取締役監査等委員、2020年4月 春の叙勲で瑞宝中綬章受章、2022年いよぎんホールディングス取締役監査等委員。